# Герб Салехарда
Герб Салехарда — Герб муніципального округу міста Салехард Ямало-Ненецького автономного округу Російської Федерації.

## Опис герба
«У сріблі чорна лисиця, що йде чорно-бура лисиця з червленими очима і язиком».

## Обґрунтування символіки та історія герба
Герб відтворює історичну символіку Княства Обдорського у складі Російського царства.
Вперше герб Обдорії з'явився у «Титулярнику» у 1672 році (в одному щиті з гербом Удорії). Герб Обдорський мав такий опис: «У срібному полі чорна лисиця з червленими очима і язиком».
1731 року герб Обдорський отримав офіційне твердження.
У «Маніфесті про повний герб Всеросійської імперії» 1800 герб Обдорський мав такий опис: «Чорна лисиця тримає голову в ліву сторону; у срібному полі». У «Маніфесті» на малюнку герба лисиця змінила напрямок руху в порівнянні зі старим гербом. Всеросійської імперії» 1800 рік. Відповідно до правил геральдики лисиця зображується зверненою вліво від глядача, а опис герба йде від щитоутримувачів.
Сучасний герб Салехарда був затверджений 18 лютого 1998 року і внесений до Державного геральдичного регістра Російської Федерації з присвоєнням реєстраційного номера 229.
9 грудня 2004 року, з метою приведення муніципальних правових актів у відповідність до нової редакції Статуту муніципальної освіти місто Салехард, рішенням Міської Думи муніципальної освіти місто Салехард №39, було затверджено Положення про офіційні символи міста Салехарда.

## Див також
- Прапор Салехарда